# Athenaeum Portrait

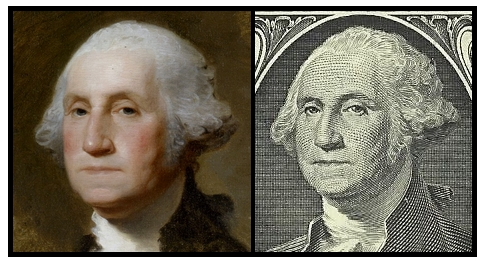
Comparación con la imagen en el anverso del billete de un dólar de los Estados Unidos (volteado horizontalmente para facilitar la comparación).

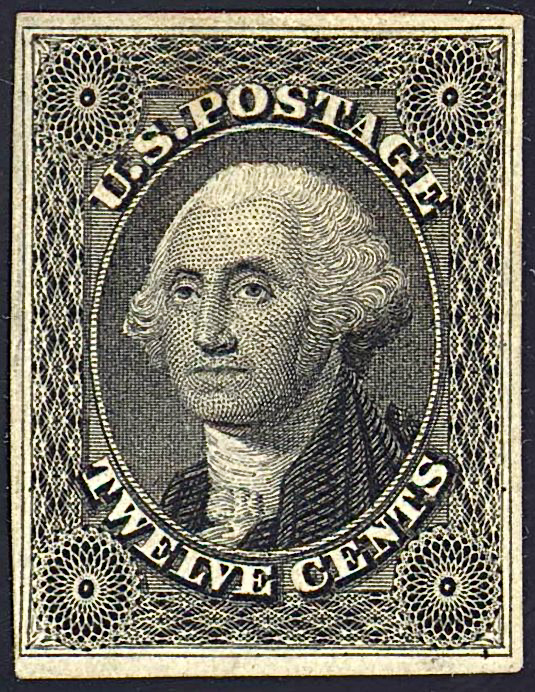
Sello de 1851 de 12 centavos.

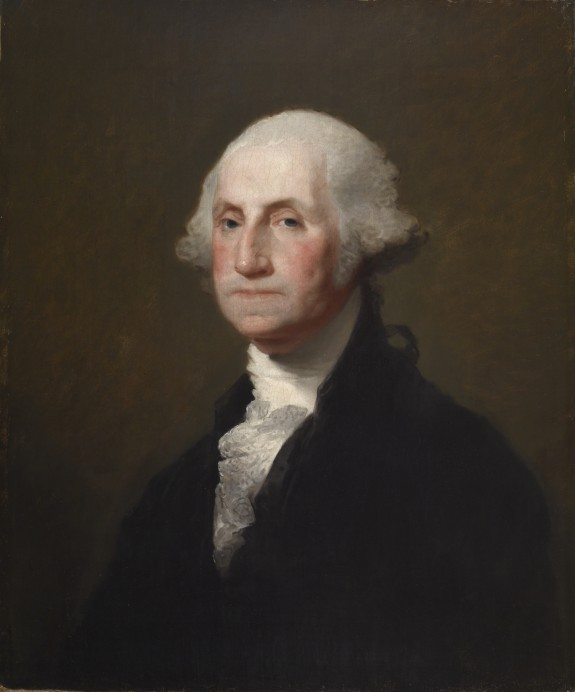
George Washington, 1825, una de las muchas copias de Stuart del Athenaeum Portrait, Walters Art Museum.

El Athenaeum Portrait, también conocido como The Athenaeum, es una pintura inacabada de Gilbert Stuart del primer presidente de los Estados Unidos George Washington. Fue creada en 1796 y se considera el trabajo más notable de Stuart. La pintura representa a Washington a los 65 años (unos tres años antes de su muerte) sobre un fondo marrón. Sirvió de modelo para el grabado que se utilizaría para el billete de un dólar estadounidense.
Un retrato correspondiente de Martha Washington también se conoce como Athenaeum Portrait, y se exhibe cerca de la pintura de su esposo en el Museo de Bellas Artes de Boston.

## Nombre
La pintura se llama «Athenaeum» ya que, después de la muerte de Stuart, el retrato fue enviado al Boston Athenæum. Allí, sirvió como fuente para el grabado que se usaría en el billete de un dólar estadounidense.

## La pintura
El Athenaeum se considera la obra más famosa de Stuart. Comenzó a pintar el Athenaeum en 1796, en Germantown, Filadelfia (ahora un vecindario dentro de Filadelfia).
La pintura es al óleo sobre lienzo y representa solo la cabeza y el cuello de Washington, pintado cuando tenía 65 años (unos tres años antes de su muerte en 1799) sobre un fondo marrón. El resto del cuadro está inacabado. El marco fue hecho por un fabricante de marcos, comerciante de imágenes y empresario llamado John Doggett.

## Uso como modelo de otros cuadros
La pintura nunca fue enviada a Washington. En cambio, Stuart la usó como modelo para muchas réplicas, capitalizando la fama de Washington. Después de la muerte de Washington, la usó para pintar 130 copias que vendió por $100 cada una. Aún existen más de 60 de estas copias. Según se informa, Stuart se refirió a la pintura como «su billete de cien dólares» debido a la cantidad que cobraba por las copias.
El Athenaeum Portrait también fue utilizado para producir una serie de sellos postales estadounidenses del siglo XIX y principios del siglo XX.
En particular, el Athenaeum Portrait sirvió como modelo para el grabado que se usaría (en imagen reflejada) para el billete de un dólar de los Estados Unidos.

## Procedencia
La pintura fue propiedad de Stuart hasta su muerte en 1828. En ese entonces fue propiedad de su hija, Jane Stuart. Luego, fue comprada en mayo de 1831 por $1500 (equivalente a $36 455 dólares en 2020) por los Fideicomisarios del Boston Athenaeum, con dinero recaudado mediante suscripción de la Washington Monument Association y otros 22 suscriptores. Luego fue entregado al Boston Athenaeum por ellos. En 1876, el Boston Athenaeum depositó la pintura en el Museo de Bellas Artes de Boston. En 1980 fue comprado por el Museo de Bellas Artes de Boston y la Galería Nacional de Retratos conjuntamente al Boston Athenaeum. Ahora reside en el Museo de Bellas Artes de Boston, donde se encuentra actualmente en exhibición.